# Jet som i France
Jet som i France är artisten Dree Lows debutalbum. Albumet släpptes 2017 via Ghetto Superstars YouTube-kanal. Albumet innehåller sju låtar, och gästas av Adel och Blizzy.

## Låtar på albumet
| Nr | Titel                          | Längd | Notering |
| -- | ------------------------------ | ----- | -------- |
| 1. | Den här går ut till (med Adel) | 3:34  |          |
| 2. | Hoodparty (med Blizzy)         | 3:52  |          |
| 3. | Räh                            | 2:13  |          |
| 4. | Jet som i France               | 3:05  |          |
| 5. | Crollen 250 (med Blizzy)       | 4:31  |          |
| 6. | Lall på dem                    | 2:49  |          |
| 7. | Harbarbash                     | 2:51  |          |